# لیوپولد سوم، دوک آنهالت-دسائو
لیوپولد سوم، دوک آنهالت-دسائو (انگلیسی: Leopold III, Duke of Anhalt-Dessau; ۱۰ اوت ۱۷۴۰ – ۹ اوت ۱۸۱۷) نایب‌السلطنه اهل آلمان بود. از ۱۷۵۱ تا ۱۸۰۷ او شاهزادهٔ منطقهٔ شاهزاده‌نشین آنهالت-دسائو بود و از ۱۸۰۷ تبدیل به نخستین دوک منطقهٔ دوک‌نشین آنهالت-دسائو شد.